# The Light of Asia

Posąg Buddy

The Light of Asia – epos dziewiętnastowiecznego angielskiego poety Edwina Arnolda, opublikowany w 1879, opowiadający o życiu Buddy. Utwór składa się z ośmiu ksiąg. Jest napisany białym wierszem (blank verse), czyli nierymowanym pentametrem jambicznym. Epos Edwina Arnolda okazał się wielkim sukcesem wydawniczym, osiągając łączny nakład prawie miliona egzemplarzy, które rozeszły się po całym świecie.
The Scripture of the Saviour of the World,:

Lord Buddha—Prince Siddartha styled on earth:

In Earth and Heavens and Hells Incomparable,:

All-honoured, Wisest, Best, most Pitiful;:

The Teacher of Nirvana and the Law.: